# 胡利奥·阿隆索·奥尔特加
胡利奥·阿隆索·奥尔特加（西班牙語：Julio Alonso Ortega，2000年12月23日—）是一名西班牙帆船运动员，也是双人小艇级别的世界冠军。他长期效力于皇家大加那利游艇俱乐部，并在教练阿隆·萨尔米多（Aarón Sarmiento）和两届奥运会金牌得主路易斯·多雷斯特（Luis Doreste）的指导下接受训练。

## 教育背景
除了职业帆船手的身份，阿隆索还在英国接受了高等教育。他先从兰卡斯特大学（Lancaster University）获得了工商管理本科一级荣誉学位，随后，分别在伦敦国王学院（King's College London）取得了新兴市场政治经济学硕士，在大西洋中部大学（the Universidad del Atlántico Medio）取得了国际商务硕士。其中，国际商务硕士学位的学费由PROEXCA奖学金资助。

## 运动生涯
阿隆索从十岁起就开始在莫甘（Mogán，西班牙语）进行乐观级帆船（Optimist dinghy）的培训，随后加入了皇家大加那利游艇俱乐部，并继续参加各类帆船比赛。
阿隆索在420级帆船比赛中成绩斐然。他不仅获得了三届西班牙帆船锦标赛冠军，且其与路易斯·多雷斯特（Luis Doreste）搭档也取得过亚军的好成绩。路易斯·多雷斯特是受人尊敬的帆船手路易斯·多雷斯特之子，曼努埃尔·多雷斯特、古斯塔沃·多雷斯特和何塞·多雷斯特的侄子，他们都是西班牙帆船史上的杰出人物。在此期间，他还参加了各项欧洲和世界锦标赛，积累了宝贵的国际比赛经验。
阿隆索在420级帆船比赛中展现出卓越的才能，带领团队夺得了团体竞速世界冠军。[1]这一成就让他在当地声名鹊起，并受到广泛关注。之后，他还受邀在大加那利体育场举行的UD拉斯帕尔马斯队与皇家马德里俱乐部的足球比赛中担任开球嘉宾。
转战 29人级（29er）帆艇后，阿隆索在“西班牙29人级全国锦标赛”（Absolute Spanish 29er Championship）中夺完，并在西班牙锦标赛中再获得U19组别的金牌。凭借这些亮眼的成绩，他获得了代表西班牙参加在得克萨斯州科珀斯克里斯蒂举行的2018年青年帆船世锦赛的资格，并在比赛中取得了第十名的成绩。
同年，阿隆索与伊贝罗斯塔旗下的西班牙动力队签约，代表西班牙参加在百慕大举办的红牛青年美洲杯。同一时期，他还参加了在迈阿密举行的红牛水翼世代全球总决赛，并成功操纵“飞行幻影”双体船，展示了他在高性能帆船项目中的过人天赋。
目前，阿隆索与玛丽亚·博弗（María Bover）搭档，正为代表西班牙参加奥运会470级混合赛做着积极准备。至今，两人在470级U24组别的世界和欧洲锦标赛上分别取得了第四名和第五名的佳绩。